# Röplabda az 1996. évi nyári olimpiai játékokon
Az 1996. évi nyári olimpiai játékokon a röplabdatornákat július 20. és augusztus 4. között rendezték. Az olimpiák történetében először került a programba a strandröplabda, melyből férfi és női tornát is rendeztek.

## Éremtáblázat
(A rendező ország csapata eltérő háttérszínnel, az egyes számoszlopok legmagasabb értéke, vagy értékei vastagítással kiemelve.)
| Az 1996. évi nyári olimpiai játékok éremtáblázata röplabdában | Az 1996. évi nyári olimpiai játékok éremtáblázata röplabdában | Az 1996. évi nyári olimpiai játékok éremtáblázata röplabdában | Az 1996. évi nyári olimpiai játékok éremtáblázata röplabdában | Az 1996. évi nyári olimpiai játékok éremtáblázata röplabdában | Olimpia  |
| ------------------------------------------------------------- | ------------------------------------------------------------- | ------------------------------------------------------------- | ------------------------------------------------------------- | ------------------------------------------------------------- | -------- |
|                                                               | Ország                                                        | Arany                                                         | Ezüst                                                         | Bronz                                                         | Összesen |
| 1.                                                            | Brazília (BRA)                                                | 1                                                             | 1                                                             | 1                                                             | 3        |
| 2.                                                            | Egyesült Államok (USA)                                        | 1                                                             | 1                                                             | 0                                                             | 2        |
| 3.                                                            | Hollandia (NED)                                               | 1                                                             | 0                                                             | 0                                                             | 1        |
|                                                               | Kuba (CUB)                                                    | 1                                                             | 0                                                             | 0                                                             | 1        |
|                                                               |                                                               |                                                               |                                                               |                                                               |          |
| 5.                                                            | Kína (CHN)                                                    | 0                                                             | 1                                                             | 0                                                             | 1        |
|                                                               | Olaszország (ITA)                                             | 0                                                             | 1                                                             | 0                                                             | 1        |
|                                                               |                                                               |                                                               |                                                               |                                                               |          |
| 7.                                                            | Ausztrália (AUS)                                              | 0                                                             | 0                                                             | 1                                                             | 1        |
|                                                               | Jugoszlávia (YUG)                                             | 0                                                             | 0                                                             | 1                                                             | 1        |
|                                                               | Kanada (CAN)                                                  | 0                                                             | 0                                                             | 1                                                             | 1        |
|                                                               |                                                               |                                                               |                                                               |                                                               |          |
| Összesen                                                      | Összesen                                                      | 4                                                             | 4                                                             | 4                                                             | 12       |

## Érmesek

### Teremröplabda

#### Férfi torna
| Az 1996. évi nyári olimpiai játékok érmesei férfi röplabdában | Az 1996. évi nyári olimpiai játékok érmesei férfi röplabdában | Az 1996. évi nyári olimpiai játékok érmesei férfi röplabdában | Az 1996. évi nyári olimpiai játékok érmesei férfi röplabdában |
| --- | --- | --- | ------------------------------------------------------------- |
| Arany | Ezüst | Bronz |                                                               |
| Hollandia (NED) | Olaszország (ITA) | Jugoszlávia (YUG) |                                                               |
| Peter Blangé Guido Görtzen Rob Grabert Henk-Jan Held Misha Latuhihin Jan Posthuma Brecht Rodenburg Richard Schuil Bas van de Goor Mike van de Goor Olaf van der Meulen Ron Zwerver | Lorenzo Bernardi Vigor Bovolenta Marco Bracci Luca Cantagalli Andrea Gardini Andrea Giani Pasquale Gravina Marco Meoni Samuele Papi Andrea Sartoretti Paolo Tofoli Andrea Zorzi | Vladimir Batez Dejan Brđović Đorđe Ðurić Andrija Gerić Nikola Grbić Vladimir Grbić Rajko Jokanović Slobodan Kovač Strahinja Kozic Đula Mešter Žarko Petrović Željko Tanasković Goran Vujević |                                                               |

#### Női torna
| Az 1996. évi nyári olimpiai játékok érmesei női röplabdában | Az 1996. évi nyári olimpiai játékok érmesei női röplabdában                                                                         | Az 1996. évi nyári olimpiai játékok érmesei női röplabdában | Az 1996. évi nyári olimpiai játékok érmesei női röplabdában |
| --- | --- | --- | ----------------------------------------------------------- |
| Arany | Ezüst | Bronz |                                                             |
| Kuba (CUB) | Kína (CHN) | Brazília (BRA) |                                                             |
| Taismary Agüero Regla Bell Magalys Carvajal Marlenis Costa Ana Fernández Mirka Francia Idalmis Gato Lilia Izquierdo Mireya Luis Raisa O’Farrill Yumilka Ruíz Regla Torres | Jong-mej Csuj Csi Ho Ja-ven Laj Jen Li Hsziao-ning Liu Ven-li Pan Jüe Szun Li-na Vang Ji Vang Ce-ling Vang Jong-mej Vu Jün-jing Csu | Ana Ida Alvarez Leila Barros Ericléia Filó Bodziak Hilma Calderia Ana Paula Connelly Márcia Fu Cunha Virna Dias Ana Moser Ana Flávia Sanglard Hélia Rogério Souza Sandra Suruagy Fernanda Venturini |                                                             |

### Strandröplabda

#### Férfi torna
| Az 1996. évi nyári olimpiai játékok érmesei férfi strandröplabdában | Az 1996. évi nyári olimpiai játékok érmesei férfi strandröplabdában | Az 1996. évi nyári olimpiai játékok érmesei férfi strandröplabdában | Az 1996. évi nyári olimpiai játékok érmesei férfi strandröplabdában |
| ------------------------------------------------------------------- | ------------------------------------------------------------------- | ------------------------------------------------------------------- | ------------------------------------------------------------------- |
| Arany                                                               | Ezüst                                                               | Bronz                                                               |                                                                     |
| Egyesült Államok (USA)                                              | Egyesült Államok (USA)                                              | Kanada (CAN)                                                        |                                                                     |
| Karch Kiraly Kent Steffes                                           | Mike Dodd Mike Whitmarsh                                            | John Child Mark Heese                                               |                                                                     |

#### Női torna
| Az 1996. évi nyári olimpiai játékok érmesei női strandröplabdában | Az 1996. évi nyári olimpiai játékok érmesei női strandröplabdában | Az 1996. évi nyári olimpiai játékok érmesei női strandröplabdában | Az 1996. évi nyári olimpiai játékok érmesei női strandröplabdában |
| ----------------------------------------------------------------- | ----------------------------------------------------------------- | ----------------------------------------------------------------- | ----------------------------------------------------------------- |
| Arany                                                             | Ezüst                                                             | Bronz                                                             |                                                                   |
| Brazília (BRA)                                                    | Brazília (BRA)                                                    | Ausztrália (AUS)                                                  |                                                                   |
| Sandra Pires Jackie Silva                                         | Mônica Rodrigues Adriana Samuel                                   | Nathalie Cook Kerri Pottharst                                     |                                                                   |